# Eryaman, Etimesgut
Eryaman es un barrio del distrito de Etimesgut en Ankara, Turquía. Se encuentra a 28 km al oeste del centro de la ciudad de Ankara. La población del barrio es de alrededor de 170.000.

## Galería de imágenes

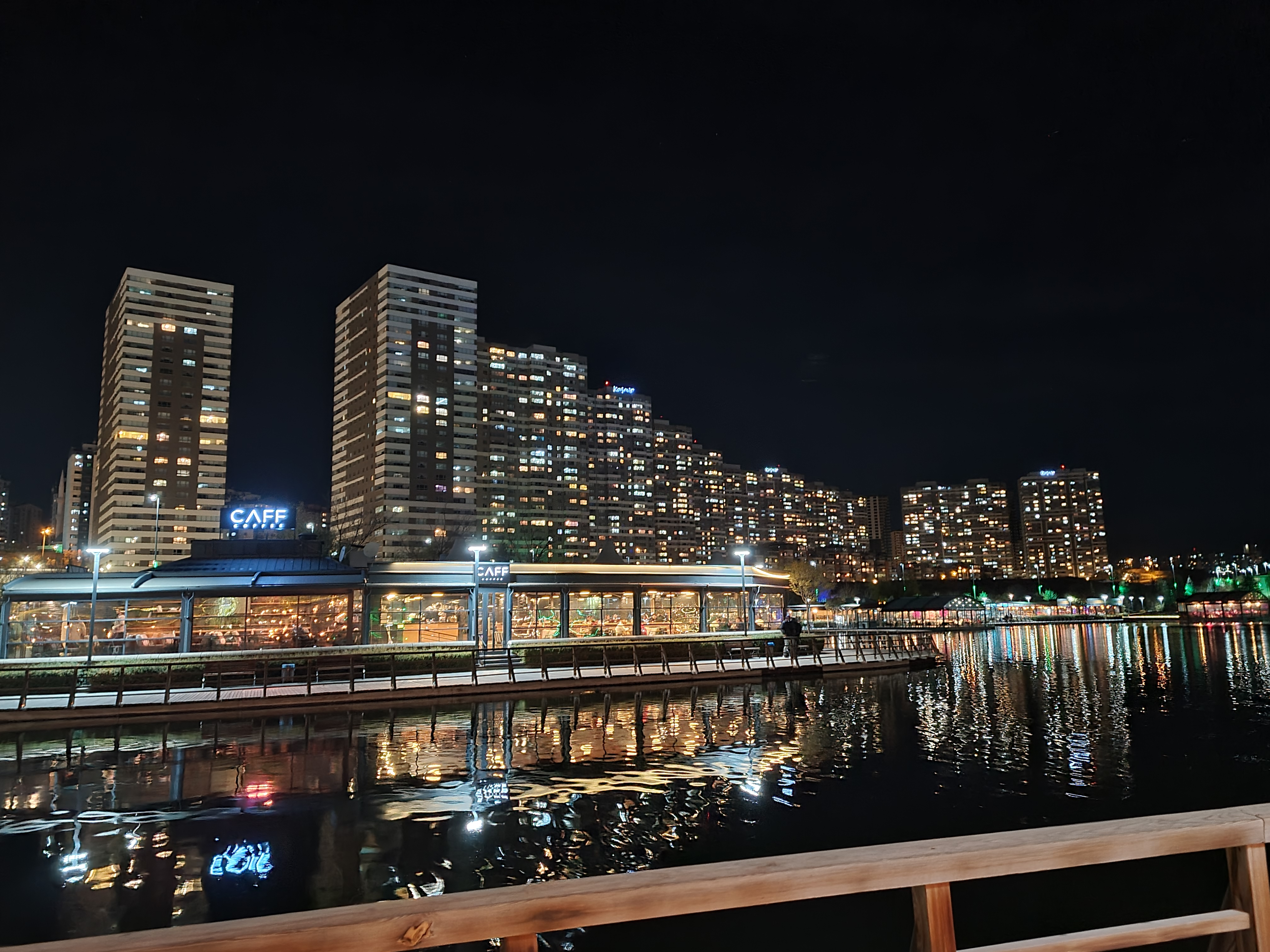
una vista de noche de Göksu Park
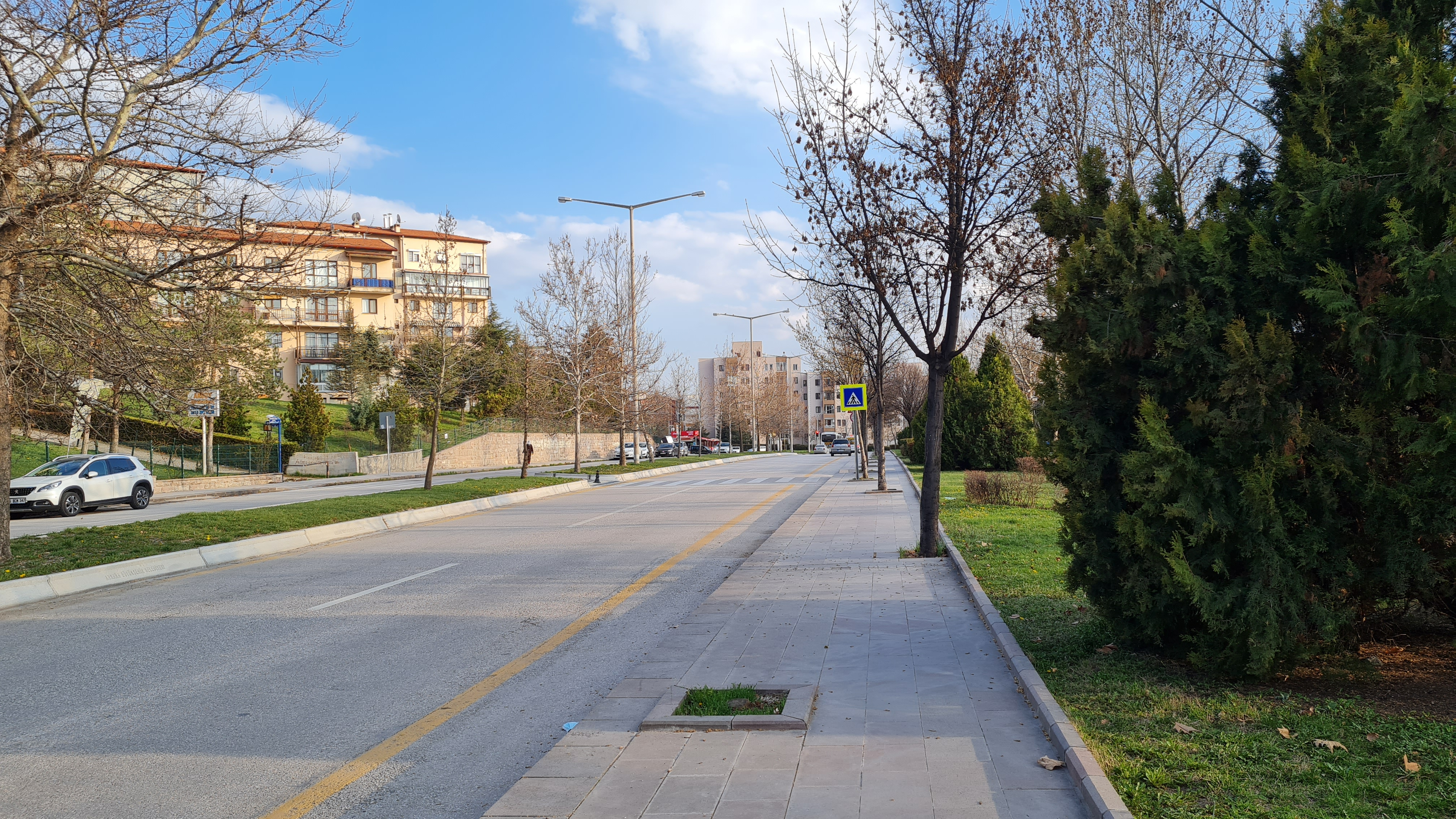
una calle se llama Sakarya Zaferi en Güzelkent
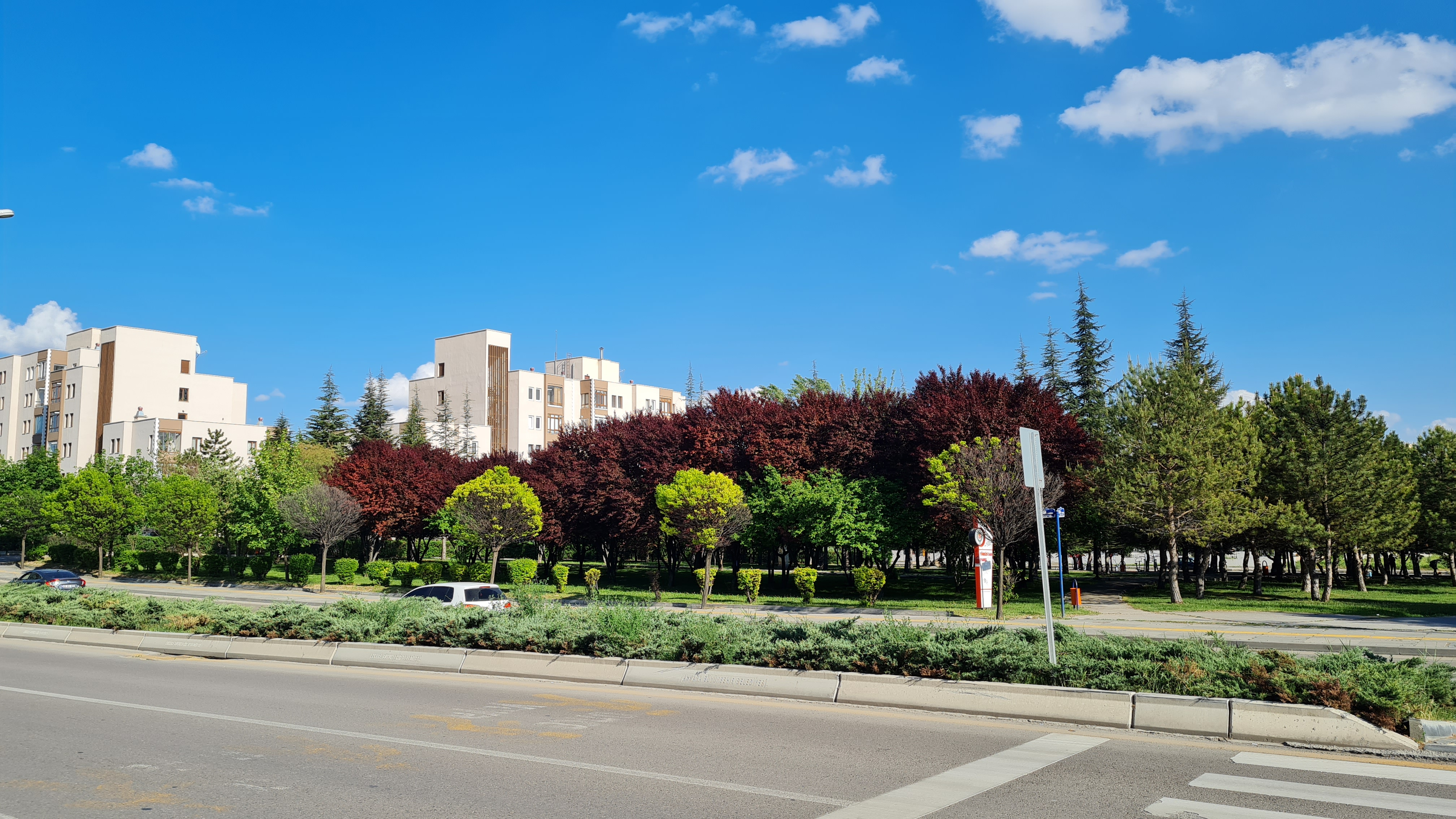
una vista de la calle de la avenida TMBB
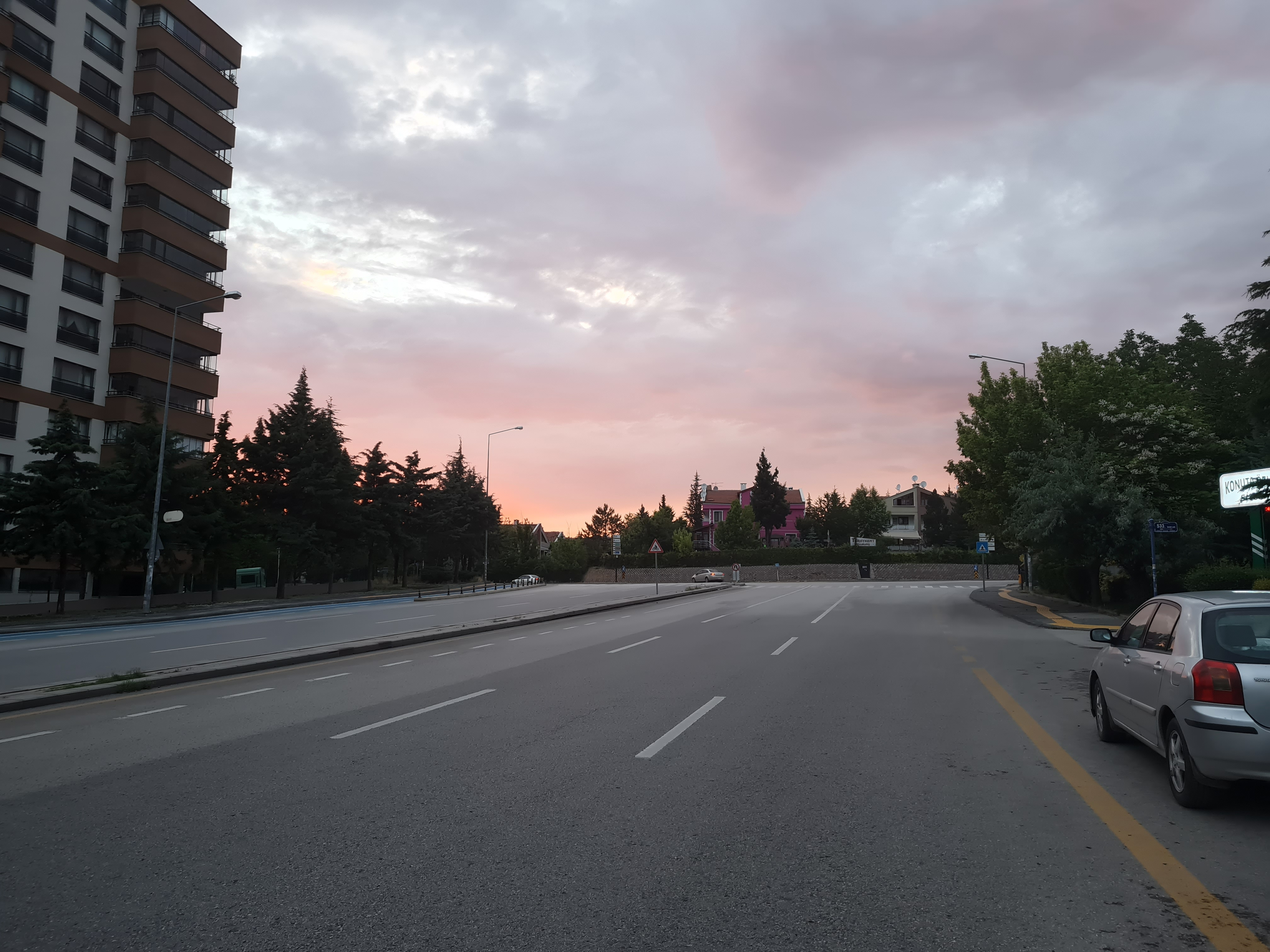
Calle de Üçşehitler
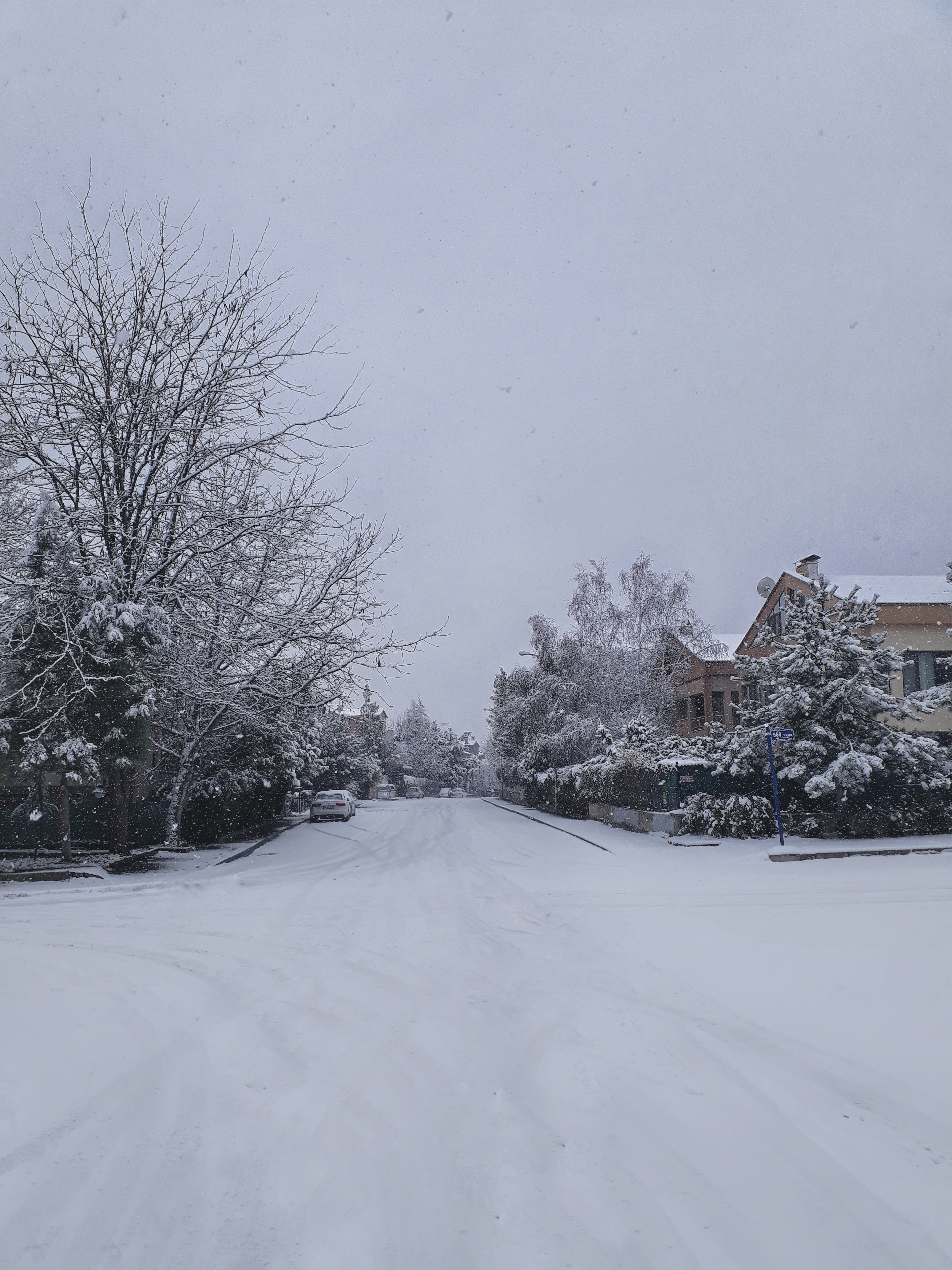
Una vista desde la calle 543 nevada
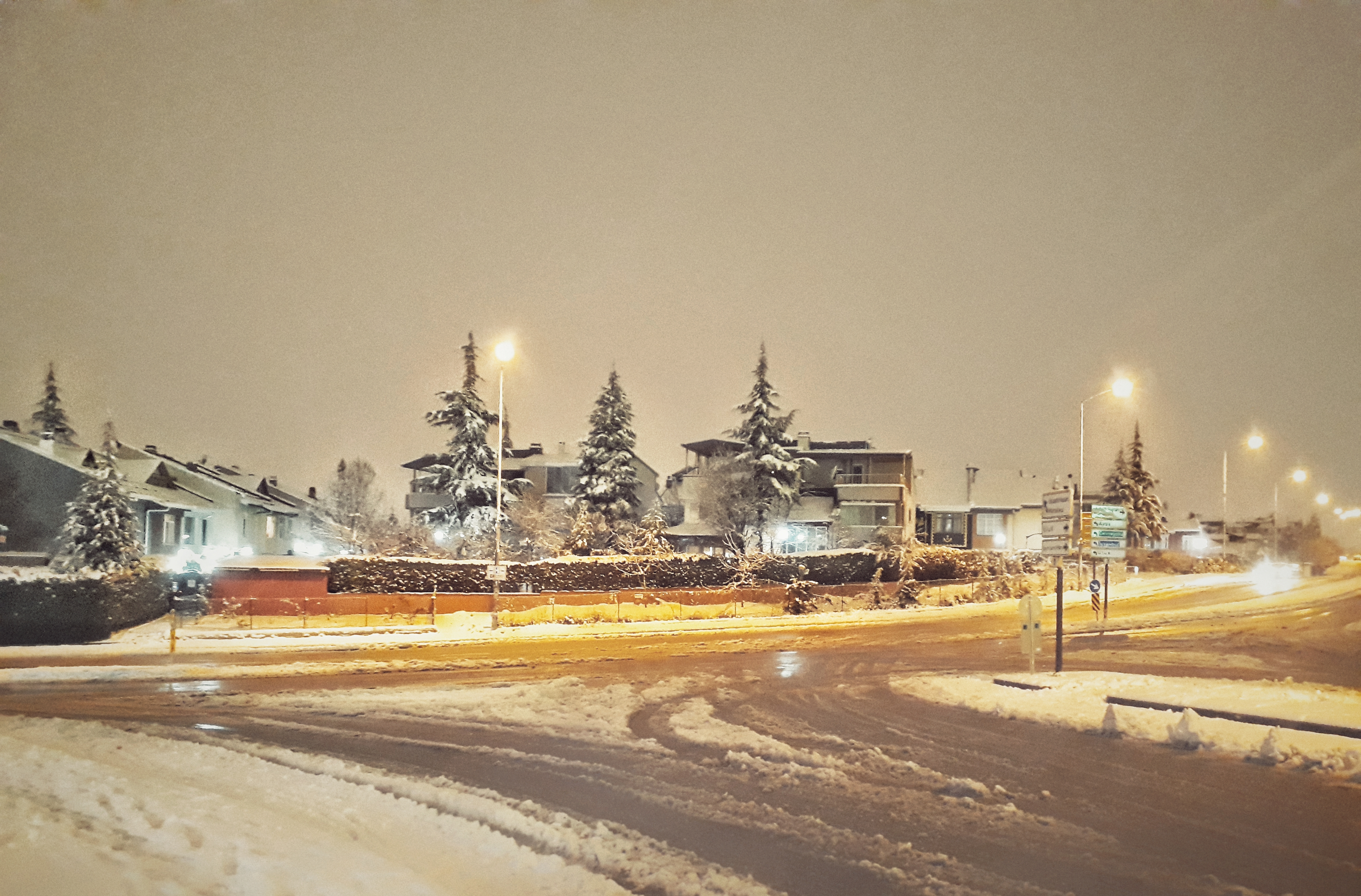
Yavuz Selim barrio nevado, vista nocturna
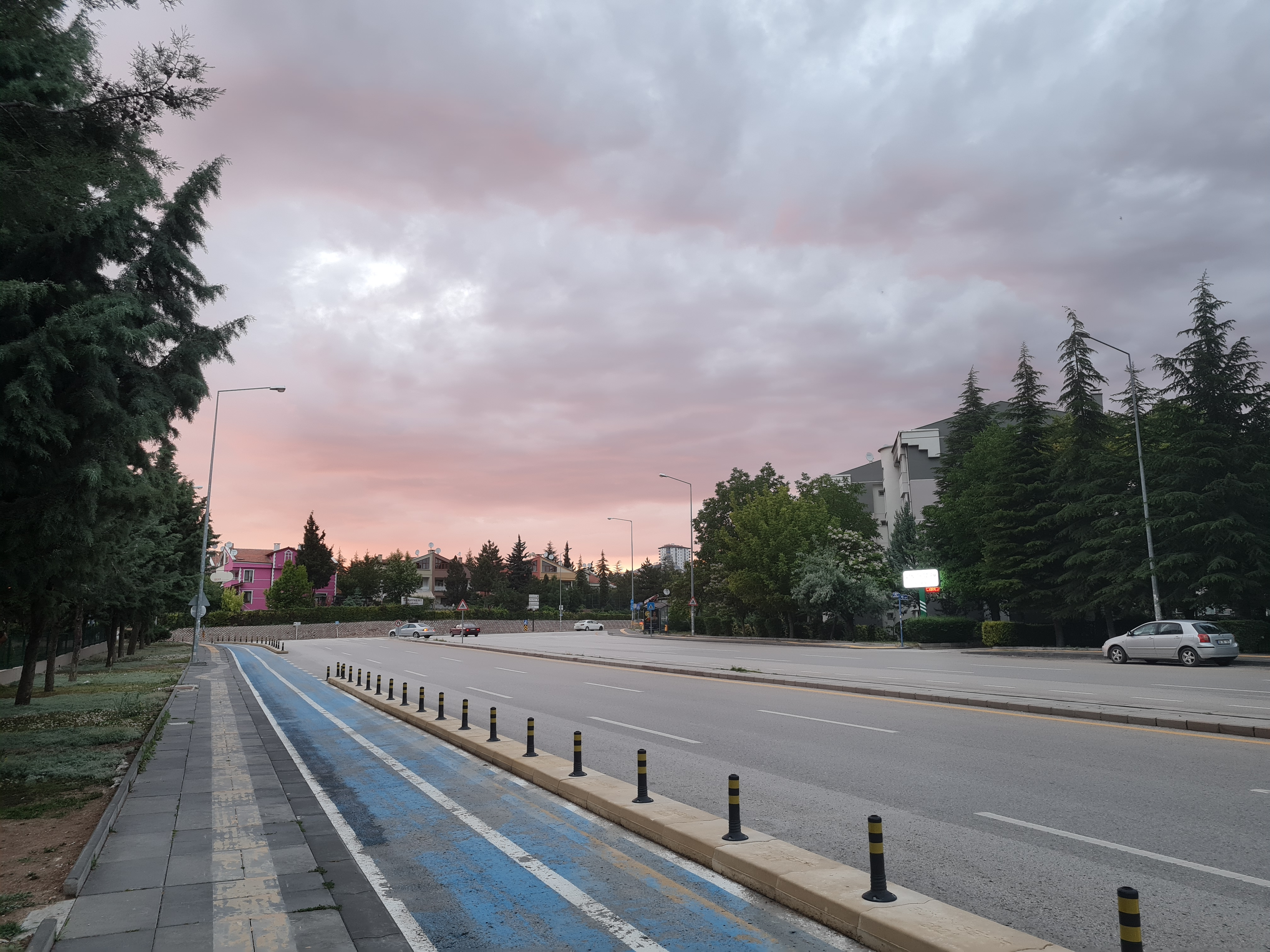
calle de Üçşehitler
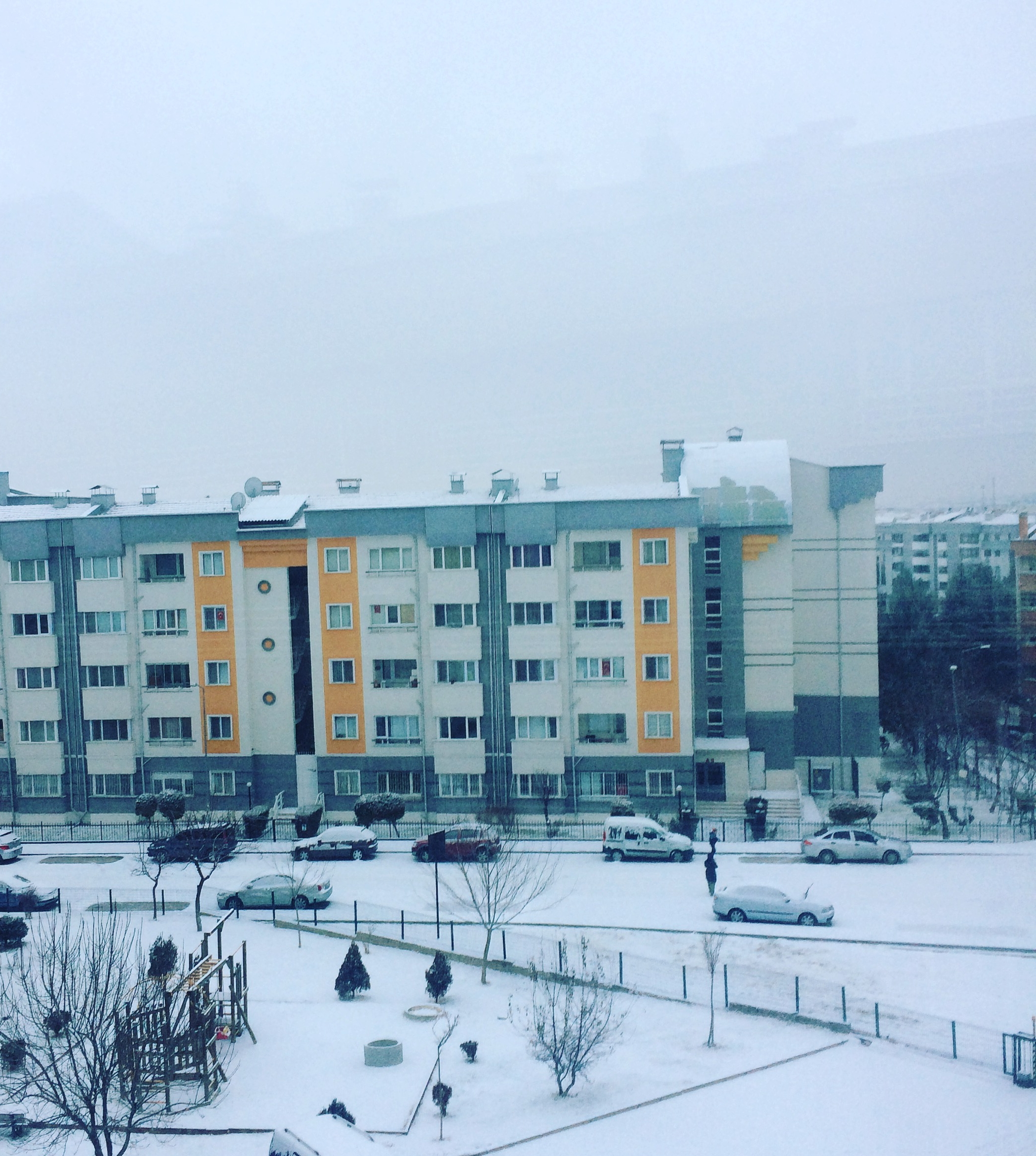
Una vista desde la calle 519 nevada